# Американо-индонезийские отношения
Американо-индонезийские отношения — двусторонние дипломатические отношения между США и Индонезией. 

## История

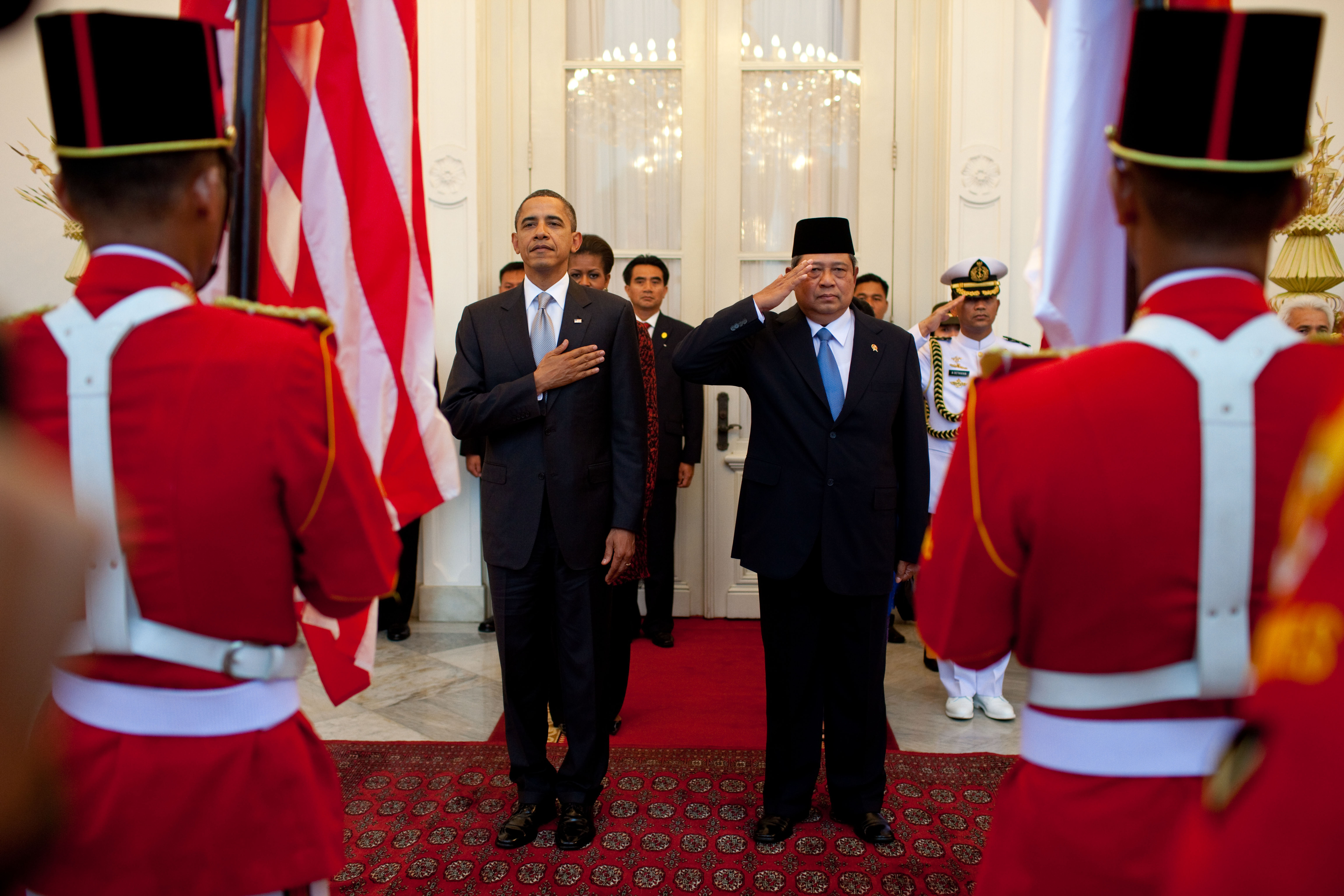
Барак Обама и Сусило Бамбанг Юдойоно в Джакарте

Соединенные Штаты установили дипломатические отношения с Индонезией в 1949 году, после того как она получила независимость от Нидерландов. 
В 1950-е годы власти США выражали крайнее недовольство политикой президента Индонезии Сукарно, поскольку нейтралистская позиция Индонезии, ее отказ присоединиться к СЕАТО, были прямо противоположны усилиям администрации Дуайта Эйзенхауэра по сдерживанию распространения коммунизма в этом регионе через систему двусторонних и региональных союзов. 23 сентября 1957 года Эйзенхауэр подписал директиву Совета национальной безопасности о проведении тайной операции «Хейк», после чего начались поставки оружия мятежным индонезийским военным на Сулавеси и Суматре. На первом из этих островов действовала организация «Перместа», требовавшая предоставления широкой региональной автономии, на втором — Революционное правительство Республики Индонезии, которое объявило о себе как о законной власти всей Индонезии. Затем были сформированы «Революционные военно-воздушные силы Индонезии», их самолётами управляли нанятые ЦРУ военные лётчики. Но уже в мае 1958 года власти США осознали, что попытка убрать Сукарно провалилась. Его авторитет ещё больше укрепился, а последствием вмешательства США стало резкое ухудшение американо-индонезийских отношений.
Новый президент США Джон Кеннеди в отношениях с Сукарно проявлял большую гибкость и даже пытался с ним заигрывать[стиль]. Однако период стабилизации американо-индонезийских отношений оказался недолгим. Во второй половине 1964 года — начале 1965 года отношения Индонезии с США резко ухудшились. Американские власти поддерживали тесные связи с верхушкой индонезийской армии и с самого начала приветствовало усилия генерала Сухарто по смещению Сукарно. После отстранения от власти Сукарно отношения Индонезии с США улучшились, в страну вернулись специалисты американского Агентства по международному развитию, изгнанные Сукарно.
В настоящее время у Соединённых Штатов есть важные экономические и коммерческие интересы в Индонезии. Индонезия является стабильной, демократической державой которая привержена поддерживать всестороннее партнерство с Соединёнными Штатами. Индонезия является стержнем региональной стабильности из-за своего стратегического расположения. В межгосударственных отношениях есть и проблемные пункты, например нарушения прав человека в Индонезии или признание независимости Палестины.

## Торговые отношения
Индонезия имеет рыночную экономику, в которой государство играет важную роль. Экспорт США в Индонезию: сельскохозяйственная продукция, самолеты, машины, хлопчатобумажные пряжи и ткани. США импортируют из Индонезии: сельскохозяйственные продукты, одежду, электрические машины и нефть. Американские компании вложили значительные средства в нефтяной сектор Индонезии. Две американские фирмы работают на медных / золотых рудниках в Индонезии. Соединённые Штаты и Индонезия заключили соглашение об отмене двойного налогообложения.

## Военное сотрудничество
Военнослужащие из состава подразделений морской пехоты ВС Индонезии и США 5 июня 2021 года приняли участие в совместных военных учениях Reconex 21-II при отработке тактики проведения совместных боевых операций в условиях городской местности. Учения прошли на территории центра боевой подготовки корпуса морской пехоты «Балуран», расположенного в округе Ситубондо, провинция Восточная Ява.

### Программа IMET
Индонезия имеет стратегическое значение для США. После обретения Индонезией независимости США оказывали стране поддержку в развитии её вооружённых сил. Программа IMET (The International Military Education and Training), среди прочего, давала индонезийским военным доступ к американской военной доктрине и тактике. Обе страны рассматривали IMET как важный показатель своих оборонных отношений. Тем не менее, с 1992 по 2005 год Конгресс США ввёл запрет на участие индонезийских военных в программе. Этот период, названный «запретом IMET», существенно ограничил доступ Индонезии к американскому военному образованию и негативно сказался на развитии индонезийской армии, а также на двусторонних отношениях в сфере обороны.

#### История «запрета IMET»
После распада СССР вопросы прав человека стали приоритетными во внешней политике США. В связи с этим американская сторона выразила обеспокоенность действиями индонезийского правительства в Восточном Тиморе. Ситуация обострилась после событий в Санта-Круш в ноябре 1991 года, когда индонезийские военные открыли огонь по демонстрантам, в результате чего погибло около 50 мирных жителей.
Резня в Санта-Круш вызвала серьёзную критику со стороны Конгресса США, что привело к запрету программы IMET для Индонезии в начале 1992 года. В дополнение к запрету IMET США ввели эмбарго на поставки оружия в Индонезию. Эти меры усугубили отношения между двумя странами.

#### Динамика отношений в период «запрета IMET»
Несмотря на запрет IMET, американское правительство и военные пытались поддерживать отношения с Индонезией в сфере обороны. После 1993 года Тихоокеанское командование США (USPACOM) проводило ограниченные совместные учения с индонезийскими военными. Однако в 1998 году эта деятельность была приостановлена из-за политического давления.
После терактов 11 сентября 2001 года США начали пересматривать свою политику в отношении Индонезии, видя в ней потенциального партнёра в борьбе с терроризмом. Индонезия, в свою очередь, положительно отреагировала на инициативы США. Несмотря на сохранявшийся «запрет IMET», потребность сотрудничества в борьбе с терроризмом стимулировала диалог между странами.
Важным этапом в восстановлении отношений стало оказание США гуманитарной помощи Индонезии после цунами в Ачехе в 2004 году. Это событие продемонстрировало необходимость дальнейшего сотрудничества в сфере обороны.
В 2005 году, после длительных переговоров, США возобновили программу IMET для Индонезии. Это решение открыло новую главу в двусторонних отношениях в сфере обороны.

### Программа E-IMET
Программа Expanded International Military Education and Training (E-IMET) – подпрограмма International Military Education and Training (IMET), реализуемая Министерством обороны США по поручению Государственного департамента. E-IMET, созданная в 1991 году для обучения военных, а впоследствии и гражданских лиц в таких областях, как управление, взаимоотношения между военными и гражданскими структурами и миротворчество, имеет сложную историю взаимоотношений с Индонезией. Несмотря на первоначальный запрет на любую военную помощь Индонезии после резни в Санта-Круз в 1991 году, E-IMET была возобновлена в 1995 году. Взаимодействие с программой периодически прерывалось, в частности, из-за протестов индонезийской стороны против критики США в области прав человека. Несмотря на участие Индонезии в E-IMET, программа не смогла предотвратить вспышку насилия в 1999 году в Восточном Тиморе, после чего вся военная помощь США была прекращена. Однако E-IMET для Индонезии возобновилась в 2002 году, в то время как основная программа IMET оставалась под запретом.

### Программа JCET
Программа Joint Combined Exchange Training (JCET) позволяет обучать иностранный военный персонал за счёт бюджета Сил специальных операций Министерства обороны США. Первоначально предназначенная для подготовки американских сил специальных операций, программа также предоставляет возможность обучения зарубежных военных, что считается дополнительным преимуществом. С 1992 по 1997 год Пентагон обучал индонезийских военных через JCET, несмотря на явное намерение Конгресса запретить такое обучение для Индонезии. В этот период индонезийская армия, включая печально известные силы специального назначения Kopassus, участвовала в 36 тренировках JCET по таким темам, как «Продвинутые снайперские техники» и «Психологические операции». В 1998 году Пентагон приостановил помощь Индонезии по программе JCET, однако в 2005 финансовом году обучение по этой программе было возобновлено.

### Программа FMF
Программа Foreign Military Financing (FMF) предоставляет гранты и займы на закупку военных товаров и услуг. Её регулирует Госдепартамент США, а управляет Минобороны. Финансирование для Индонезии было приостановлено из-за событий в Восточном Тиморе, но возобновлено в 2006. В 2006 и 2007 годах Индонезия получила соответственно $990,000 и $6,175,000. В 2008 году запрашивалось $15,572,000, но Конгресс приостановил часть средств из-за вопросов прав человека и реформы. На 2009 год Индонезия запросила $15,700,000. Восточный Тимор начал получать финансирование FMF с 2004 по 2007 годы для обучения своих сил обороны, однако с 2008 года финансирование не запрашивалось.

### Программа FMS
Программа "Иностранные военные продажи" (FMS) – государственная программа США, реализуемая по межправительственным соглашениям и являющаяся одним из основных инструментов военно-технического сотрудничества. FMS обеспечивает поставки американского вооружения и военной техники (ВВТ) иностранным партнёрам. Финансирование может осуществляться, в том числе, за счёт средств программы FMF, включающей гранты и займы. В качестве примера можно привести поставки ВВТ Индонезии, пики которых пришлись на 1976 и 1986 гг., с последующей приостановкой в 1990-х гг. и возобновлением в 2005 году.  Восточный Тимор начал получать помощь по линии FMS с 2003 года.
В 2005 году поставки по линии FMS были возобновлены, первоначально в ограниченном объёме ("нелетальные" вооружения), а затем в полном. Объёмы соглашений FMS с Индонезией составили 15 млн долл. США в 2006 финансовом году, 22,343 млн долл. США – в 2007 году и  38 млн долл. США (планируемый объём) – в 2008 году.

### Программа DCS
Государственный департамент США осуществляет контроль над программой прямых коммерческих продаж (DCS) вооружений и военной техники иностранным государствам. Индонезия, начиная с 1970-х годов, приобрела вооружения и военную технику по программе DCS на сотни миллионов долларов. Примечательно, что в 1978 финансовом году, на фоне обострения ситуации в Восточном Тиморе, вызванного вторжением и оккупацией со стороны Индонезии, объём авторизованных коммерческих поставок из США составил 112 миллионов долларов. После кровопролитных событий, последовавших за референдумом в Восточном Тиморе в 1999 году, DCS были временно приостановлены. В январе 2005 года возобновились коммерческие поставки нелетального вооружения и снаряжения, и в том же финансовом году были авторизованы лицензии на сумму 51 626 913 долларов. В марте 2006 года эмбарго на поставки летального оружия в Индонезию было снято. В 2006 финансовом году объём авторизованных лицензий по программе DCS достиг приблизительно 115 миллионов долларов. 